# Dirge of Cerberus: Final Fantasy VII
Dirge of Cerberus: Final Fantasy VII (jap. ファイナルファンタジーVII:ダージュオブケルベロス, Fainaru Fantajī VII: Dāju Obu Keruberosu) – japońska gra stworzona przez Square Enix w 2006 roku. Jest ona jednocześnie trzecią publicznie ogłoszoną grą z cyklu Compilation of Final Fantasy VII. Gra została wydana na konsolę PlayStation 2. Gatunek gry to hybryda 3-osobowej strzelanki oraz Action RPG.
Akcja gry ma miejsce trzy lata po zakończeniu oryginalnej Final Fantasy VII. Głównym bohaterem jest tu Vincent Valentine, który zmuszony jest walczyć z Deep Ground Soldiers – tajemniczą, ukrywającą się pod miastem Midgar armią, stworzoną przez korporację Shin-Ra, jeszcze za czasów starego prezydenta. Oprócz Vincenta w grze mają się pojawić inne postaci znane z poprzedniej gry, m.in. Cait Sith, Reeve, Barret, Tifa i Red XIII.

## Opis fabuły
Mieszkańcy Kalm mają zamiar świętować Dzień Ponownego Odżycia. Z tej okazji Vincent zostaje zaproszony do miasteczka przez Reeva. Gdy tam przybywa, widzi zniszczone miasto i tych, którzy je zrujnowali – Deep Ground Soldiers (DG). Dla Vincenta zaczyna się nowa przygoda.
W fabule istotną rolę odgrywa wątek miłosny.

## Postaci
- Vincent Valentine – główny bohater, który musi zmierzyć się z siłami Deep Ground Soldiers. Używa broni, która nazywa się Cerberus. Mówi, że kiedy świat znów pogrąży się w ciemnościach, jego broń zabrzmi przejmującym lamentem („dirge” to po angielsku „lament” w terminologii muzycznej).
- Cait Sith – czarny kocur, który teraz należy do W.R.O. („World Regenerations Organization”).
- Reeve – były pracownik ShinRy, dawniej głowa Urban Development i twórca Cait Sitha.
- Yuffie Kisaragi – pojawiła się w zwiastunie DC na wystawie E3 w 2005 roku.
- Tifa Lockhart – pojawiła się w zwiastunie DC na wystawie E3 w 2005 roku.
- Barret Wallace – pojawił się w zwiastunie DC na wystawie E3 w 2005 roku.